# Гара Орешец
Га̀ра Орѐшец е село в Северозападна България, област Видин, община Димово.

## География
Селото се намира на 4 километра североизточно от Белоградчик, на 8 км южно от общинския център гр. Димово, на 48 км южно от областния център Видин.
Западно, северозападно и северно протича река Скомля, близо е и нейният язовир „Скомля“. Край селото има вилна зона Башовица, където местните жители отглеждат лозя. Природата на селото е много красива.

## История
Според Националния регистър на населените места на НСИ населеното място съществува към датата на Освобождението на България (1878). Разраства се покрай строежа на железопътния участък между Видин и столицата София през 1912 г. Жителите на с. Гара Орешец са преселници от близкото село Орешец.
Железопътната гара обслужва прилежащия район, включително и близкия гр. Белоградчик, развива се като местен център на автомобилния транспорт. Създава се трудово кооперативно земеделско стопанство, откриват се предприятия и заводи.
Селището край гарата се разраства. Със статут на гара (вид населено място) е център на едноименната Община Гара Орешец (28.09.1949 – 26.12.1978), придобива статут на село от 18 юли 1995 г.|

## Население
Преброяване на населението през 2011 г.
Численост и дял на етническите групи според преброяването на населението през 2011 г.:
|                     | Численост | Дял (в %) |
| Общо                | 810       | 100,00    |
| Българи             | 795       | 98,14     |
| Турци               | 0         | 0,00      |
| Цигани              | 4         | 0,49      |
| Други               | 0         | 0,00      |
| Не се самоопределят | 0         | 0,00      |
| Неотговорили        | 7         | 0,86      |

## Забележителности
В селището на гарата има читалище „Народен будител“, основано в с. Орешец през 1927 г. Помещава се в специална сграда, разполага с библиотека и компютърна зала. Местният хор и танцов състав често участват в национални фестивали.
На 2,2 километра западно-югозападно от с. Гара Орешец по пътя за Белоградчик е пещерата Живанина дупка, наричана и Козарника. Според археолозите там са живели хора преди 1 600 000 години. Български археолози от БАН и френски учени от гр. Бордо намират най-старите в Европа кости на животни, за които се смята, че са отглеждани от хора и възниква хипотезата, че там са живели първите европейци.

## Икономика
При колективизацията в селото е създадено ТКЗС „Вълко Червенков“ по името на комунистическия лидер Вълко Червенков.. Имало е свинеферма и птицеферма.
В село Гара Орешец е имало също завод за телефони, дървообработващ завод „Венец Орешец“, асфалтова база, каменодобивна кариера „Печ“, държавно автомобилно предприятие, складове на Оръжния кооперативен съюз. Пожарната служба съществува и до днес. Северно от селото функционира фотоволтаична електроцентрала.
Железопътната гара Орешец е на линията от Видин за Мездра. Обслужва жителите на съседния град Белоградчик чрез автобусни линии за влаковете. Ежедневно има влакове от и до София (3), Видин (3), Мездра (1), Брусарци (1).

## Други
Футболният клуб на селото е „Венец“, създаден през 1926 г. Името му е „Бенковски“ до 2000 г., а оттогава се казва „Венец“, по името на рида Венеца (от Западна Стара планина) до селото. Отборът се състезава във Видинската областна група („А“ ОФГ). Най-големите успехи на отбора са в турнирите за Купата на България, като достига до 1/16-финалите през 1999 и 2000 година. На турнира през 1999 г. отборът отстранява последователно „Свобода“ (Милковица) и „Металург“ (Радомир), преди да отпадне от ЦСКА София с 0:4. На турнира през 2000 година повтаря успеха си, като побеждава „Чардафон“ (Габрово) и „Бдин“ (Видин); после губи с 1:8 от „Литекс“ (Ловеч), който впоследствие печели турнира.
В село гара Орешец има ловна дружинка, наброяваща над 50 членове.
В селото има 4 магазина, от които 2 в центъра и 2 в периферията на селото. Има и 2 кафенета.
- Читалище „Народен будител“
- Кметството на селото
- Социалният дом
- Младежкият център
- Мемориален самолет
- Параклис „Свети Георги“